# Vamp!
《Vamp!》（日语：ヴぁんぷ!），日本輕小說作家成田良悟的作品，在電擊文庫發售，插畫是エナミカツミ。 

## 概要
内容是以住著各式各様的吸血鬼的格爾華斯島作為舞台，描寫當中的所生的騷動。比起其他系列，並未有著明確的目標是其特徴。

## 大要
｢世上最不像吸血鬼的吸血鬼｣――格哈德·馮·巴爾修泰因。他的姿態、性格、與人交流的方法、以至稱號也不像吸血鬼。
在由這樣的他所統治的島，所發生的事也沒一件稱上普通的……這是環繞吸血鬼、半人半鬼、食鬼人、人類之間所發生的奇妙的故事。

## 登場人物

### 主要人物
格哈德．馮．巴爾修泰因
主人公。全身都由血液組成的液態狀吸血鬼。雷利克兄妹的義父。
雖然有說話有不少歪理和謊言，但根子裡是個紳士，城裡的最弱者。
雷利克．馮．巴爾修泰因
雙胞胎兄妹的哥哥。
菲瑞特．馮．巴爾修泰因
雙胞胎兄妹的妹妹。
希爾達．迪特里希
為巴爾修泰因兄妹童年玩伴的少女。人類。邁克爾的妹妹。父母是巴爾修泰因家的家庭教師
邁克爾．迪特里希
為巴爾修泰因兄妹童年玩伴的少年。人類。希爾達的哥哥。

### 巴爾修泰因城堡
比利耶．米斯特沃克（小丑）
小丑姿態的吸血鬼少女。初登場時為博德的手下，對博德十分迷戀。
最初是被博德所拾獲，成為其部下，因子爵的關係而背叛博德（被子爵告知如成為其部下會令博德較長壽），在與博德分別時被訴說「我會把你搶回來，你能等着嗎」。
現在於巴爾修泰因城滯留。
- 【能力】高速的廣範圍霧化。強力的支配。
- 【弱点】陽光。

巴爾德雷德．艾沃恩赫
通稱「巴爾」。初登場時為博德的手下。
塞利姆．瓦傑斯
吸血花。
迪奥德西烏斯．M．巴爾修泰因
愛爾莎
教授
巨大的白色棺木，本體是內裡的白骨。
索布
人狼的老婦人。
間宮 雅司
被稱為「魔術師」。初登場時為博德的手下。

青髮的人狼
NEET組
初登場時為博德的手下。在一卷的事件結束後，背叛博德，在城中滯留。

### 格爾華斯島
博得．斯特爾弗
位於格爾華斯島的南側—諾伊爾貝克市的市長。半鬼半人。
木島 閑音
食鬼人。
特拉格特．盖伊森德爾福（聲：諏訪部順一）
人類。格鬥家。在市中經營道場—諾伊爾貝克練武場。

### 組織

#### 虹
格哈德．馮．巴爾修泰因
『赤色血潮』。詳細看主要人物。
卡鲁基米爾．阿歷克山德洛夫
『青之血河』。
拉迪夏．吉塔爾林．阿茨坦多婭
『幻橙機』。
梅爾希路姆．赫爾佐格
『紫識者』。
耶羅．布里吉斯頓
。為偽名。石橋藍兒的弟。
石橋 藍兒
『藍影』。上記の名前は偽名。布里吉斯頓的哥哥。
吉格蒙特．吉普利斯
『綠之軍隊』。對卡鲁基米爾十分忠誠。

#### 其他幹部
多蘿西．尼帕斯
『白雪姬』。子爵的婚約者。
加爾德．利茨伯格
『漆黑的守墓人』
特拉姆．愛德．羅曼
『深灰色Giger』

『鏡獄』
鲁德
『金喰夜叉』

『銀輪舞台』

『玉虫色のエキストラ』

『萌葱色の簒奪者』

『灰色山茶花』。

『丹色の祝詞』

『侵略する鼠色（ハッキーマウス）』
山田
『珍珠』

詳細不明。

已退出組織。詳細不明。

已退出組織。詳細不明。

已退出組織。詳細不明。

『ナハトコバルト』。カルジミール的妹妹。

『五色』。詳細不明。

『チェック』。詳細不明。

『千紫万紅』。詳細不明。

詳細不明。

詳細不明。

『鉄色鉄鬼』

詳細不明。

『迷彩華人』

詳細不明。好像把自爆攻撃當成得意技。

『死斑誘致者』

『煉獄の歓喜』

『紺碧艦隊』

『ディープディープディープ海色（ブルー）』。

『ただそこにある無』。

#### 其下的食鬼人
鲁迪．本達斯
組織其下的食鬼人。『尼德霍格』。
特蕾吉婭．利凡修塔尔
組織其下的食鬼人。『赫拉斯瓦爾格爾』。

## 用語
吸血鬼
有著各式各樣生態的生物。
總體說，以吸血為生、面對陽光變弱的有很多。其中大型･異形的の吸血鬼已經被人類所滅絕。
半人半鬼
如同字面上所說，吸血鬼與人間的混血。往往會被兩方所迫害。
大多半人半鬼在其一生中也沒法使用吸血鬼之力。
食鬼人
把吸血鬼的血肉吸取於體內人類。能得到被吞食的吸血鬼之力。
這個｢力｣所指是身體能力。另外，會得能感知吸血鬼氣息的能力。
食鬼人的強度是以吸血鬼的質和量作比例。
組織
為了逃離人類迫害的吸血鬼所設立的組織。在創立時只有20名吸血鬼至今達到二萬名。幹部有100人以上。在籍的吸血鬼的個性也很強烈、千差万別、十人十色、人外魔境。感覺就像好像荷里活的集會。
上級幹部皆有著以『顏色』為稱號。特別的是組織本身並沒有名稱。
共中有著重要的位的幹部被付予『虹』色。
血族
以純正的吸血鬼組成的一族。主要有著三十人以上吸血鬼的家系就會被這樣稱呼。
現在、組織中已確認有七個血族。大多血族也是輕視自己以外的吸血鬼，與組織關係差的有很多。
格爾華斯島
本作的舞台。島内有著3個市，為著名的度假勝地。被稱為吸血鬼之島，但人口壓倒性是人類。
巴爾修泰因城的所在地，與日本的刃金市是姊妹城市。

## 出版一覽
- （ISBN 4840226881； 2004年5月）
- （ISBN 4840230609；2005年6月）
- （ISBN 48402-31281；2005年8月）
- （ISBN 9784048671736；2008年8月10日）
- （ISBN 9784048689281； 2010年10月）